# Sikeben
Sikeben is een bestuurslaag in het regentschap Deli Serdang van de provincie Noord-Sumatra, Indonesië. Sikeben telt 667 inwoners (volkstelling 2010).